# Lidia Gueiler Tejada

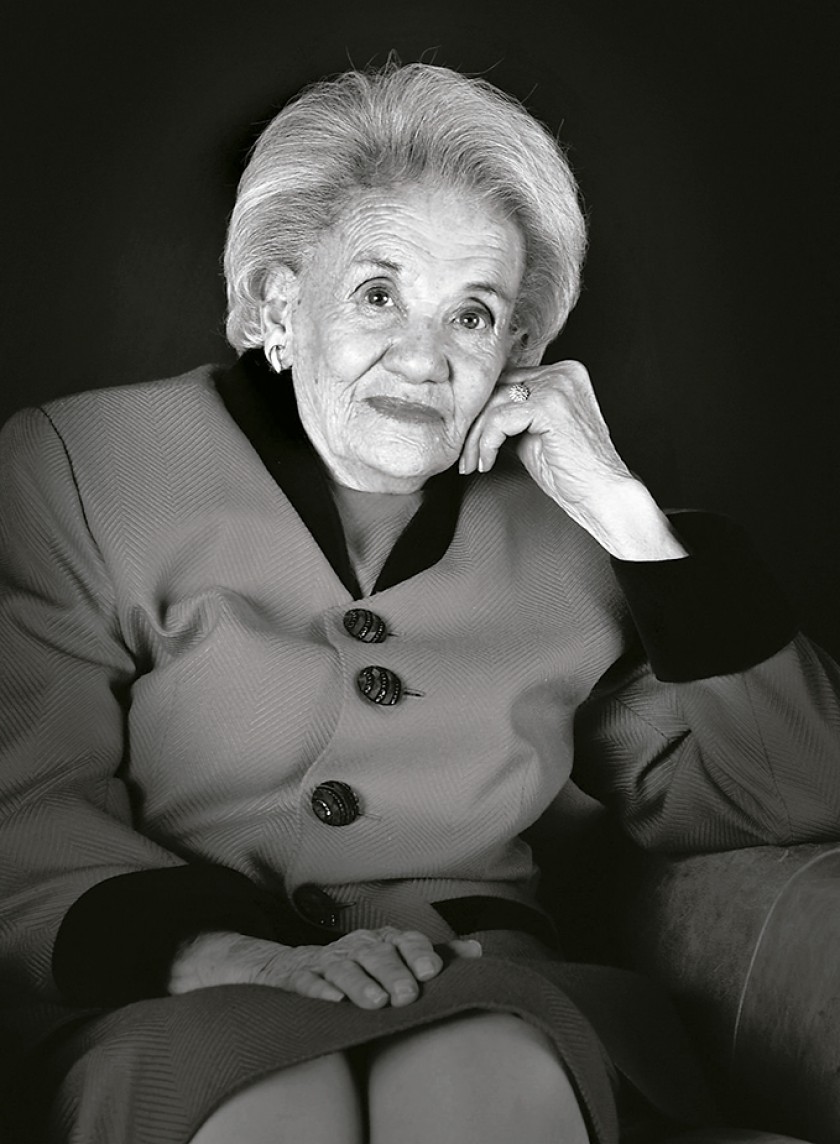
Lidia Gueiler Tejada

Lidia Gueiler Tejada (* 28. August 1921 in Cochabamba; † 9. Mai 2011 in La Paz) war vom 16. November 1979 bis zum 17. Juli 1980 Staatspräsidentin Boliviens. Sie war die erste (und neben Jeanine Áñez einzige) Frau in diesem Amt und führte es interimistisch.

## Biografie
Lidia Gueiler Tejada wurde in Cochabamba geboren und studierte, um Buchhalterin zu werden. In den 1940ern wurde sie Mitglied des Movimiento Nacionalista Revolucionario. Bei Wahlen 1952 kam die Movimiento Nacionalista Revolucionario an die Macht und Lidia Gueiler Tejada wurde von 1956 bis 1964 Abgeordnete im bolivianischen Parlament. 1964 floh sie in das Ausland, als das Militär die Movimiento Nacionalista Revolucionario stürzte. Sie verbrachte fünfzehn Jahre im Ausland und schloss sich der Partido Revolucionario de la Izquierda Nacionalista (die revolutionäre Partei der Linksnationalisten) an. Nachdem sie 1979 nach Bolivien zurückgekehrt war, stellte sie sich abermals erfolgreich als Abgeordnete zur Wahl und wurde Präsidentin des Abgeordnetenhauses.
1979 wurde der Präsident Wálter Guevara Arze durch einen Militärputsch von dem General Alberto Natusch Busch abgelöst. Daraufhin rebellierte die Bevölkerung und wehrte sich mit einem nationalen Streik. 16 Tage nach dem Putsch gab Natusch auf, nachdem ihm zugesagt worden war, dass Guevara nicht wieder ins Amt zurückkehren würde. Man einigte sich darauf, Lidia Gueiler als provisorische Präsidentin einzusetzen. Sie regierte vom 16. November 1979 bis zum 17. Juli 1980.
Im Juli 1980 putschte Luis García Meza Tejada mit Unterstützung der argentinischen Geheimdiensteinheit Batallón de Inteligencia 601 seine Cousine Lidia Gueiler Tejada aus dem Amt und errichtete ein grausames Schreckensregime: Politische Parteien wurden verboten, Angehörige der Opposition und politische Gegner verschleppt und die Presse mundtot gemacht; das neue Regime war tief in den Drogenhandel verstrickt.
Ihre Cousine war die US-amerikanische Schauspielerin Raquel Welch.